# Сасс Назар-Стефан Васильович
Назар-Стефан Васильович Сасс (нар. 9 січня 2002, Львів, Україна) — український футболіст, воротар львівських «Карпат».